# Dominik Matwiejczyk
Dominik Matwiejczyk (ur. 4 kwietnia 1979 we Wrocławiu) – polski reżyser, scenarzysta i producent filmowy.

## Życiorys
Jego najbardziej znane filmy to:
- Krew z nosa (2004),
- Ugór (2005),
- Krótka histeria czasu (2006),
- Rzeźnia nr 1 (2006),
- Czarny (2008).

W 2009 roku otrzymał Nagrodę Specjalną Jury w konkursie kina niezależnego w Gdyni za „odwagę w podejmowaniu trudnych i skomplikowanych tematów”.